# بخش امامزاده عبدالله
امامزاده عبدالله، یکی از بخش‌های شهرستان آمل در استان مازندران ایران است.

## جمعیت
بر اساس سرشماری سال ۱۳۹۰ جمعیت آن ۱۶۰۶۸ نفر بوده‌است.

## تقسیمات کشوری
این بخش از دو دهستان تشکیل شده است:
- دهستان چلاو
- شهر :امامزاده عبدالله[۵]